# Coulonges-sur-l'Autize
Coulonges-sur-l'Autize é uma comuna francesa na região administrativa da Nova Aquitânia, no departamento de Deux-Sèvres. Estende-se por uma área de 18,87 km². Em 2010 a comuna tinha 2 398 habitantes (densidade: 127,1 hab./km²).